# ナターシャ・リュー・ボルディッツォ
ナターシャ・リュー・ボルディッツォ（中国名: 劉承羽）は、オーストラリアの女優、モデル。ナターシャ・リュー・ボルディッゾとも表記される。

## デビューまで
1994年にオーストラリアのシドニーで生まれた。父親はイタリア系、母親は中国系である。シドニー女子高校を卒業した後、シドニー工科大学に入学して、法学・コミュニケーション学の勉強を始めた。

## キャリア
初めて受けたオーディションで、香港のベテラン俳優ユエン・ウーピン（袁和平）が監督を務めるNetflix作品『Crouching Tiger Hidden Dragon: ソード・オブ・デスティニー』の続編の主役であるスノーヴァース（雪瓶）役に抜擢され、女優としてデビューした。
テコンドーの黒帯を持っており、空手のトレーニングも受けている。年齢と見た目、英語の流暢さと武道の能力が、抜擢につながったのではないかと指摘されている。
本作の出演に備えるために、彼女は剣術の集中的なトレーニングを受けた。
2016年2月、『Crouching Tiger Hidden Dragon: ソード・オブ・デスティニー』のリリースに伴い、国際的な俳優としてのキャリアを追求するためにロサンゼルスに拠点を移した。
2017年、マイケル・グレイシーが初監督を務めるアメリカ合衆国のミュージカル映画『グレイテスト・ショーマン』に、テン・ヤン（鄧燕）役として出演。ヒュー・ジャックマン、ザック・エフロン、ミシェル・ウィリアムズ、レベッカ・ファーガソン、ゼンデイヤと共演した。ナターシャは、ニューヨークの撮影に期待を膨らませていたが、これまで歌やダンスのトレーニングを受けたことがなかったため、苦労したという。
2018年には、重要な作品2本に出演した。1本は、中国の人気コメディ映画シリーズの2作目『唐人街探偵 NEW YORK MISSION』で、準主役のニューヨーク市警の女性刑事チェン・イン（陳英）を演じた。
さらに同年、アンソニー・マラスが監督を務めたアメリカ合衆国とオーストラリアの合作映画『ホテル・ムンバイ』（2019年公開）に出演した。インドのタージマハル・ホテルで2008年に発生したムンバイ同時多発テロに関する2009年のドキュメンタリー小説「サバイバル・ムンバイ」を原作とした映画である。オーストラリアのバックパッカー・ブリーを演じ、デーヴ・パテール、アーミー・ハマー、ナザニン・ボニアディ、アヌパム・カーと共演した。
2019年にNetflixドラマ『ザ・ソサエティ』でヘレナ役を演じた。
2021年にDisney+で配信されるドラマシリーズ『スター・ウォーズ：アソーカ』で主要キャラクターのサビーヌ・レンを演じることが発表され、2023年8月に配信が開始された。

## 出演作品

### 映画
| 製作年 | 邦題 原題 | 役名                   | 備考             | Ref         |
| ------ | --- | ---------------------- | ---------------- | ----------- |
| 2016   | Crouching Tiger Hidden Dragon: ソード・オブ・デスティニー Crouching Tiger, Hidden Dragon: Sword of Destiny 臥虎藏龍：青冥寶劍 | スノーヴァース（雪瓶） |                  |             |
| 2017   | 功守道 | Master Yu（高手羽）    | ショートムービー |             |
| 2017   | グレイテスト・ショーマン The Greatest Showman                                                                                 | テン・ヤン（鄧燕）     |                  | [ 6 ]       |
| 2018   | 唐人街探偵 NEW YORK MISSION 唐人街探案2                                                                                       | チェン・イン（陳英）   |                  |             |
| 2018   | ホテル・ムンバイ Hotel Mumbai                                                                                                 | ブリー                 |                  |             |
| 2019   | ガンズ・アキンボ Guns Akimbo                                                                                                  | ノヴァ                 |                  |             |
| 2019   | The Naked Wanderer | ヴァレリー             |                  |             |
| 2021   | 観察者 The Voyeurs | ジュリア               |                  |             |
| 2021   | ウィッシュ・ドラゴン Wish Dragon 許願神龍                                                                                     | 王俐娜（Li na）        | 声の出演         |             |
| 2022   | デイ・シフト Day Shift | ヘザー                 |                  | [ 7 ] [ 8 ] |

### テレビドラマ
| 年   | 邦題 原題                                          | 役名           | 備考           | Ref   |
| ---- | -------------------------------------------------- | -------------- | -------------- | ----- |
| 2019 | ザ・ソサエティ The Society                         | ヘレナ         | メインキャスト |       |
| 2020 | モースト・デンジャラス・ゲーム Most Dangerous Game | ケネディ       | 計3話出演      |       |
| 2023 | スター・ウォーズ：アソーカ Ahsoka                  | サビーヌ・レン | メインキャスト | [ 9 ] |